# Takkō Ishimori
Takkō Ishimori (jap. 石森 達幸 Ishimori Takkō; ur. 11 stycznia 1932, zm. 5 czerwca 2013) – japoński seiyū i aktor dubbingowy pracujący dla firmy Arts Vision. Znany był z roli Sengoku w anime One Piece. Dubbingował również postać Tiary Przydziału w japońskich wersjach filmów o Harrym Potterze.
Zmarł w 2013 roku w wieku 81 lat w wyniku niewydolności serca.

## Wybrana filmografia
- 1973: Zielone żabki – Sawagani
- 1978: Przygody Charlotte Holmes – Barkley
- 1979: Róża Wersalu – księgarz
- 1985: Kidō Senshi Zeta Gundam – Franklin Bidan
- 1989: Sally czarodziejka – ojciec Yoshiko
- 1994: Wojowniczki z Krainy Marzeń – Chang Ang
- 1995: Wedding Peach – Daruma
- 1996: Detektyw Conan –
  - Negishi,
  - Shiota,
  - Orita
- 1997: Zapiski detektywa Kindaichi – Tsubaki
- 1997: Pokémon –
  - Ghos (Gastly) (odcinek 20),
  - Święty Mikołaj
- 2000: Hamtaro – wielkie przygody małych chomików – Chōrōhamu
- 2001: Król szamanów – Nikkō
- 2002: One Piece – Admirał Sengoku
- 2006: Eureka Seven – Gonzy
- 2007: Seirei no moribito – Hibitonan
- 2010: Shinrei Tantei Yakumo – Shinji Kunimatsu
- 2011: Usagi Drop – Matsui